# Cascada Nasolea Mare
Cascada Nasolea Mare este o cascadă situată pe cursul râului Uz din România.
Cascada se găsește la o altitudine de circa 500 m în defileul mijlociu al Uzului, situat între rama nordică a  Munților Nemira și Munții Ciucului, pe porțiunea dintre satul Valea Uzului și lacul Poiana Uzului, la aproximativ 400 de m în amonte de podul rutier de la coada lacului. În apropierea cascadelor Nasolea Mare și Nasolea Mică valea râului se îngustează, pentru a căpăta un profil de pantă de 7,2 m/km. Căderea de apă, modelată în gresiile dure ale flișului extern nu este foarte mare, având doar câțiva metri.
Accesul se face coborând o diferență de nivel de aproximativ 20 m, pe o potecă ce pornește din șoseaua care parcurge valea. Intrarea acestei poteci în pădure nu se găsește prea ușor. Cascada în sine este greu vizibilă, datorită tufișurilor care mărginesc malul.